# 1943 في فلسطين الانتدابية
أحداث عام 1943 في الانتداب البريطاني على فلسطين.

## شاغلو الوظائف
- المفوضية السامية-السير هارولد ماكمايكل.
- إمارة شرق الأردن-عبد الله بن الحسين.
- رئيس وزراء شرق الأردن-توفيق أبو الهدى.

## الأحداث
- 18 فبراير - الحرب العالمية الثانية : جيش أندرس البولندي يصل إلى فلسطين، حيث هاجر العديد من اليهود البولنديين، بمن فيهم مناحم بيجن، للعمل على إقامة دولة يهودية في فلسطين. أصبح هذا يُعرف باسم "أندرس عليا".
- 12 مايو - تأسيس كيبوتس جفولوت.
- 1- 20 تشرين الثاني (نوفمبر) فر أعضاء شتيرن من معتقل اللطرون عبر نفق طوله 70 مترًا.
- كانون الأول (ديسمبر)- تأسيس كيبوتس ياد مردخاي.

## الولادات البارزة
- 2 كانون الثاني (يناير)- دانييل بير، مقدم البرامج ومذيع الأخبار في التلفزيون الإسرائيلي (توفي عام 2017).
- 1 مارس- بيني بيغن، جيولوجي وسياسي إسرائيلي.
- 9 نيسان- اوري جيل ضابط في سلاح الجو الاسرائيلي.
- 30 نيسان (أبريل)-زئيف بويم، سياسي إسرائيلي وعضو كنيست (توفي عام 2011).
- 30 نيسان/أبريل- نحيميا كوهين، ضابط في الجيش الإسرائيلي، الجندي الأكثر تتويجًا في تاريخ الجيش الإسرائيلي (توفي عام 1967).
- 7 مايو-هرتزل بودينغر قائد سلاح الجو الإسرائيلي.
- 18 مايو- غيرشون شيفا سباح أولمبي إسرائيلي.
- 19 أيار- يوسف أحيمير سياسي إسرائيلي وصحافي.
- 2 حزيران/يونيو- مردخاي شموئيل أشكنازي، حاخام إسرائيلي، كبير حاخامات كفر حباد (توفي 2015).
- 8 حزيران/يونيو- أوري ديفيس، أكاديمي إسرائيلي وناشط سياسي مناهض للصهيونية.
- 12 حزيران/يونيو - بنيامين بيت الحلاحمي، أستاذ علم النفس الإسرائيلي.
- 2 آب/أغسطس - أوزي لاندو، سياسي إسرائيلي.
- 5 آب/أغسطس - أوري ساغي، جنرال إسرائيلي.
- 18 أيلول-إيزاك تافيور، عازف البيانو والملحن والقائد الإسرائيلي.
- 25 أيلول- يوآف جيلبر مؤرخ إسرائيلي.
- 7 تشرين الأول-يورام غلوبس، منتج سينمائي وصاحب سينما إسرائيلي.
- 26 تشرين الأول/أكتوبر- رون بن يشاي الصحفي الإسرائيلي.
- 8 تشرين الثاني (نوفمبر)- بوعز دافيدسون، مخرج ومنتج وكاتب سيناريو إسرائيلي.
- 22 تشرين الثاني (نوفمبر)- ناعومي بلومنتال، سياسية إسرائيلية.
- 12 ديسمبر - حنان بورات، سياسي إسرائيلي سابق (توفي عام 2011).
- 18 كانون الأول- هانوخ ليفين، كاتب مسرحي ومخرج مسرحي ومؤلف وشاعر إسرائيلي (توفي عام 1999).
- التاريخ الكامل غير معروف
  - ييكوتيل غيرشوني، مؤرخ إسرائيلي وبطل أولمبياد المعاقين.
  - دينا بورات، مؤرخة إسرائيلية.
  - تانيا راينهارت، لغوية وناشطة سلام إسرائيلية (توفيت عام 2007).
  - مبارك عواد، عالم نفساني وناشط سياسي عربي فلسطيني وعربي أمريكي.

## وفيات ملحوظة
- 1 يناير- تُوفي آرثر روبين (مواليد 1876)، زعيم يهودي فلسطيني صهيوني ألماني المولد.
- 14 أكتوبر- تُوفي شاؤول تشرنيخوفسكي (مواليد 1875)، شاعر فلسطيني يهودي عبراني روسي المولد.